# Chronologie d’OpenBSD
 (juillet 2016).
Si vous disposez d'ouvrages ou d'articles de référence ou si vous connaissez des sites web de qualité traitant du thème abordé ici, merci de compléter l'article en donnant les références utiles à sa vérifiabilité et en les liant à la section « Notes et références ».
Cet article relate l’histoire et la chronologie du système d’exploitation OpenBSD, fondé par Theo de Raadt.

## Histoire
Theo de Raadt était le cofondateur de NetBSD, et membre de l'équipe de développement. En 1994, l'équipe lui demanda de démissionner et son accès au CVS fut révoqué. Les raisons de cette éviction restent incertaines, mais plusieurs autres membres de l'équipe de NetBSD ont évoqué des problèmes de relations avec de Raadt. Il lui était notamment reproché d'être désagréable avec les utilisateurs en employant un ton agressif sur les listes de discussion de NetBSD.

### La personnalité de Theo de Raadt
Aux dires de nombreuses autres personnalités du logiciel libre, dont Linus Torvalds, celle de Theo de Raadt est réputée comme étant franche et difficile. Ses prises de positions tranchées sont source de conflits, et sont parfois considérées comme blessantes. De Raadt déclarait ceci à propos du système d'exploitation GNU/Linux dans une interview au journal Forbes : « C'est terrible [...] Tout le monde l'utilise, et ils ne réalisent pas à quel point il est mauvais. Et les utilisateurs de Linux s'en contenteront et l'étofferont plutôt que de prendre du recul et de dire : « C’est n'importe quoi et nous devrions y remédier. » »
Bien que sa personnalité laisse rarement indifférent, la plupart des commentateurs s'accordent à reconnaître en Theo de Raadt un programmeur talentueux et un gourou de la sécurité. Sa spontanéité, que certains apprécient, s'est illustrée dans ce conflit avec l'équipe de NetBSD, dont la plupart des membres gardent encore le silence sur cet épisode. À l'inverse, Theo de Raadt répondit à toutes les questions qui lui furent posées, et mit à disposition les courriels échangés et les logs des salons de discussion avec l'équipe de NetBSD.

### Une démission contrainte
Theo de Raadt ne fut pas exclu d'emblée du projet NetBSD. Le dépôt CVS de ce projet nécessite différents niveaux de droits en lecture et en écriture. En tant que cofondateur et deuxième contributeur le plus actif, de Raadt disposait d'un accès en lecture et écriture sur la base du système. L'équipe de NetBSD lui retira alors la possibilité d'envoyer directement des modifications dans le dépôt, et de rendre ces changements permanents. De Raadt était alors contraint d'envoyer chacune de ses contributions par courriel à un membre de l'équipe pour examen.
De Raadt considéra cette mesure comme abusive et essaya vainement de recouvrer un plein accès au dépôt CVS de NetBSD. L'équipe de développement voulant s'assurer que ses contributions seraient « positives », elle proposa à de Raadt plusieurs solutions parmi lesquelles une lettre à signer, résumant les conditions, les droits et les devoirs de Raadt. Après plusieurs mois de disputes sur les listes de discussion du projet, de Raadt démissionna officiellement et créa en 1994 le système d'exploitation OpenBSD d'après la version 1.0 de NetBSD, comme l'en autorisait la licence.

### La création d'OpenBSD
Après la création d'OpenBSD, chaque projet essaya d'attirer à lui des développeurs. Deux camps quasi hermétiques se formèrent rapidement, et plusieurs développeurs de NetBSD suivirent de Raadt. Ce dernier s'aperçut qu'un certain nombre de courriels et de lettres publiées sur son site web personnel avaient disparu. Bien qu'il refusa formellement d'incriminer des membres de l'équipe de NetBSD, Theo de Raadt décida d'examiner la sécurité de NetBSD, qu'il jugea déficiente.
Peu après la création d'OpenBSD, Theo de Raadt fut contacté par Secure Networks inc. (ou SNI), une société locale de logiciels de sécurité qui développait un outil d'audit de la sécurité réseau nommé Ballista (renommé en Cybercop Scanner après le rachat de SNI par Network Associates), destiné à trouver et à essayer d'exploiter les possibles failles de sécurité d'un logiciel. Ceci coïncida avec l'intérêt propre de De Raadt dans la sécurité : les deux parties décidèrent ainsi de coopérer, dans une relation particulièrement bénéfique qui conduisit à la publication d'OpenBSD 2.3.

## Chronologie des différentes versions d’OpenBSD
- 18 octobre 1995 : création du dépôt CVS par Theo de Raadt
- 29 mars 2016 : sortie de la version 5.9